# Alfred Reisenauer
Alfred Reisenauer (1. november 1863 i Königsberg - 3. oktober 1907 i Libau) var en tysk pianist.
Reisenauer, der var elev af Köhler og Liszt, optrådte allerede 1881, studerede derefter nogle år jura i Leipzig, men kastede sig endelig 1886 definitivt over virtuosbanen og optrådte siden den tid rundt omkring i alle verdensdele (Skandinavien 1886, 1887 og 1893).